# آتش‌سوزی جنگلی ۲۰۱۸ کالیفرنیا
آتش‌سوزی جنگلی ۲۰۱۸ کالیفرنیا (انگلیسی: 2018 California wildfires) یکی از مخرب‌ترین آتش‌سوزی‌های ایالت کالیفرنیا ثبت شده‌است. در نوامبر ۲۰۱۸ گرم‌باد موجب شد آتش‌سوزی‌های مخرب دیگری بوقوع بپیوندد. دست‌کم ۵۹ نفر در این آتش‌سوزی کشته شدند.

## شرح
آتش‌سوزی گسترده‌ای از روز پنج‌شنبه ۸ نوامبر ۲۰۱۸ از جنگل‌های شمال کالیفرنیا آغاز و باعث مرگ دست‌کم ۵۳ شهروند و ۶ مأمور آتش‌نشانی و ناپدید شدن دست‌کم ۲۰۰ نفر شده‌است. شهروندان «پارادایس» شهر را تخلیه کرده‌اند. این شهر ۲۰۰ سال پیش تأسیس و بنا شده‌است. بیش از ۶۷۰۰ ساختمان شامل اماکن مسکونی آتش گرفته و نابود شده‌اند. این آتش‌سوزی ۷ هزار هکتار از پارک‌های ملی و جنگل‌ها را سوزانده‌است و بیش از ۱۲۰۰ نفر از خانه‌هایشان فراری کرده‌اند. آتش‌سوزی به مناطق وسیعی از شهرستان ونچورا رسیده‌است و بخش‌های از جنوب کالیفرنیا تحت محاصره آتش قرار گرفته‌است. در مجموع بیش از ۳۰۰ هزار نفر در جنوب و شمال کالیفرنیا جابجا شده‌اند.